# Strobilanthes alatus
Strobilanthes alatus är en akantusväxtart som beskrevs av Ernst Gottlieb von Steudel. Strobilanthes alatus ingår i släktet Strobilanthes och familjen akantusväxter. Inga underarter finns listade i Catalogue of Life.